# ماریو چیسا (دوچرخه‌سوار)
ماریو چیسا (ایتالیایی: Mario Chiesa؛ زادهٔ ۱۷ نوامبر ۱۹۶۶) دوچرخه‌سوار اهل ایتالیا است.